# 2020年夏季奥林匹克运动会百慕大代表团
2020年夏季奥林匹克运动会百慕大代表团是百慕大所派出的，因2019冠状病毒病疫情而延期至2021年举办的第32届夏季奥林匹克运动会的代表团。这是百慕大第十九次参加夏季奥运。
经百慕大奥林匹克协会确认，百慕大队仅派出一名赛艇选手和一名铁人三项选手参加2020东京奥运，参赛规模创历届夏奥新低。该队原本有两名游泳选手有机会获国际游泳联合会颁发的外卡名额，然而百慕大奥林匹克协会最终拒绝批准这两人参赛。另一方面，该队原本也在马术盛装舞步赛上获得一个个人名额，然而由于该队无选手能够达到最低参赛资格要求，该队最终被迫放弃马术名额。至此百慕大队成为了该届奥运所有代表团当中，其中一个参赛运动员数最少的代表团。代表队的开幕式旗手是赛艇运动员達拉·阿利扎德。
弗洛拉·達菲在铁人三项女子个人项目上获得金牌，成为历史上首位夺得奥运金牌的百慕大选手。而百慕大也成为世界上面积最小的奥运夺金国家或地区。

## 奖牌获得者
| 奖牌 | 运动员      | 项目     | 赛事     | 日期    |
| ---- | ----------- | -------- | -------- | ------- |
| 金牌 | 弗洛拉·達菲 | 铁人三项 | 女子個人 | 7月27日 |

## 赛艇
百慕大在奥运赛艇美洲区资格赛上获得男子单人双桨项目的席位。
| 运动员        | 项目         | 预赛    | 预赛 | 复赛    | 复赛 | 1/4决赛 | 1/4决赛 | 半决赛  | 半决赛 | 决赛    | 决赛 |
| 运动员        | 项目         | 时间    | 排名 | 时间    | 排名 | 时间    | 排名    | 时间    | 排名   | 时间    | 排名 |
| ------------- | ------------ | ------- | ---- | ------- | ---- | ------- | ------- | ------- | ------ | ------- | ---- |
| 達拉·阿里扎德 | 男子單人雙槳 | 7:34.96 | 4 R  | 7:35.90 | 2 QF | 7:35.73 | 5 SC/D  | 7:11.14 | 3 FC   | 7:09.91 | 18   |

注：FA=A組決賽（爭奪獎牌）；FB=B組決賽（非爭奪獎牌）；FC=C組決賽（非爭奪獎牌）；FD=D組決賽（非爭奪獎牌）；FE=E組決賽（非爭奪獎牌）；FF=F組決賽（非爭奪獎牌）；SA/B=A/B組準決賽；SC/D=C/D組準決賽；SE/F=E/F組準決賽；QF=半準決賽；R=複賽

## 铁人三项
百慕大有一名女子铁人三项运动员获得奥运参赛资格。
| 运动员      | 项目     | 游泳（1.5公里） | 换项1 | 自行车（40公里） | 换项2 | 赛跑（10公里） | 总成绩  | 排名 |
| ----------- | -------- | --------------- | ----- | ---------------- | ----- | -------------- | ------- | ---- |
| 弗洛拉·達菲 | 女子個人 | 18:32           | 0:41  | 1:02:49          | 0:34  | 33:00          | 1:55:36 | 金牌 |